# گرنت‌ویل (سن دیگو)
گرنت‌ویل (به انگلیسی: Grantville) یک منطقهٔ مسکونی در ایالات متحده آمریکا است که در سن دیگو واقع شده‌است. این محله با الید گاردنز، سان دیگو، سن کارلوس، تیراسانتا و میشن ولی شرقی هم‌مرز است.
گرنت‌ویل یکی از قدیمی‌ترین محله‌های سان دیگو در ایالت کالیفرنیا است. اولین شهرک اروپایی در کالیفرنیا در سال ۱۷۶۹ در منطقه‌ای که اکنون پارک تاریخی ایالتی شهر قدیمی سن دیگو است، تأسیس شد، اصحاب فرانسیسکن‌ها، در سال ۱۷۷۴ به منطقه فعلی گرنت‌ویل منتقل شدند که یک منطقه بازسازی شده و یک نقطه عطف و مقصد گردشگری در گرنت‌ویل می‌باشد. این مکان در فهرست ملی اماکن تاریخی ثبت شده‌است.